# Sint Christoffel (Jan van Eyck)
Sint Christoffel is een schilderij in olieverf op paneel, van een onbekende Vlaamse kunstenaar, naar een verloren gegaan schilderij van Jan van Eyck. Het werd vermoedelijk gemaakt tussen 1460 en 1470 en wordt nu bewaard in het Philadelphia Museum of Art in Philadelphia met als catalogus nr. 342.
Het schilderij geeft een klassieke voorstelling van de bebaarde Christoffel, wadend door een rivier zwaar leunend op zijn stok. Op zijn schouder torst hij het Christuskind dat een zware last blijkt te zijn voor de reus die Christoffel volgens de legende was. De verklaring hiervoor is uiteraard eenvoudig: Christoffel droeg met het kind ook alle problemen van de wereld. Het kind houdt trouwens een kristallen bol, symbool van de wereld, in de hand. Links op de oever van de rivier zien we de kluizenaar met zijn lantaarn, die Christoffel hat advies had gegeven om mensen over de rivier te dragen om zo Christus te dienen. Christoffel zou door Christus in de rivier gedoopt zijn. De figuren zijn geplaatst in een gedetailleerd en rijk gekleurd landschap met rotsen op de zijkanten en een waterpartij onder een mooie avondhemel.

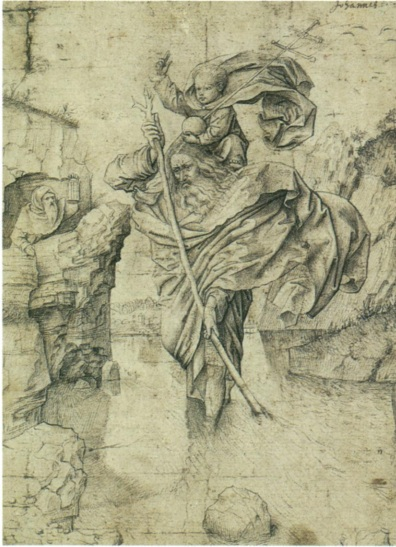
Sint-Christoffel naar Jan van Eyck, Louvre

Een tweede kunstwerk naar het schilderij van Jan van Eyck is een tekening van 19,1 bij 14,1 cm, met pen en borstel op papier, nu bewaard in het Louvre met als inventaris nr. 20664. F. Winkler zag in de tekening een kopie naar een werk van Jan van Eyck, L. Baldass ziet alleen het hoofd als een kopie naar Van Eyck, het landschap zou uit de omgeving van Gerard David komen. De tekening in het Louvre en het schilderij in Philadelphia verschillen weliswaar in enkele details, maar de verwantschap en dus de link naar hetzelfde origineel, is duidelijk te zien.